# Charaxes lydiae
Charaxes lydiae is een vlinder uit de familie van de Nymphalidae. De wetenschappelijke naam van de soort is voor het eerst geldig gepubliceerd in 1917 door William Jacob Holland.